# Сайго Такамори
Сайго Такамори (Таканага) (яп. 西郷 隆盛 （隆永） Сайго: Такамори, 1827/1828 — 24 сентября 1877) — один из наиболее влиятельных самураев в японской истории. Входит в число так называемых «Трёх великих героев» эпохи Реставрации Мэйдзи.

## Биография
Родился в княжестве Сацума (сейчас — префектура Кагосима), был старшим сыном в небогатой самурайской семье. Как и подобало воину, он прошёл суровую школу, получив хорошую военную выучку. Десять лет он прослужил на низших военных должностях в княжестве, а в 1854 году впервые вырвался за его пределы, сопровождая даймё Сацумы Симадзу Нариакиру в Эдо. Там Сайго Такамори моментально включился в бурную политическую жизнь, активно поддерживая политику своего сюзерена. После его смерти в 1858 году Сайго Такамори был вынужден вернуться в Сацуму. На время отошёл от политической деятельности, обзавёлся семьёй и даже побывал в ссылке, но в конце 1861 года вновь был призван на службу Симадзу Хисамицу, младшим братом покойного князя и регентом при его сыне.
В 1864 году Сайго был назначен командующим военным контингентом княжества Сацума, находившимся в Киото.
Активный участник всех политических и военных конфликтов между бакуфу и княжествами Сацума, Тёсю и Тоса в 1865—1866 годах.
В 1867 году на престол вступил 14-летний император Муцухито (Мэйдзи). В столице собрались практически все главные действующие лица антисёгунской оппозиции.
В ноябре 1867 года сёгун Токугава Ёсинобу добровольно подал в отставку, но продолжал оставаться владельцем примерно четверти всех земель и по-прежнему занимался ведением неотложных политических дел по поручению императора.
Сайго Такамори и его сторонники считали необходимым нанести дому Токугава сокрушительный удар. Под его командованием была сформирована антисёгунская армия, её ядром были военные отряды княжества Сацума. Началась гражданская война Босин, которая завершилась победой антисёгунской коалиции.

### Правление Мэйдзи

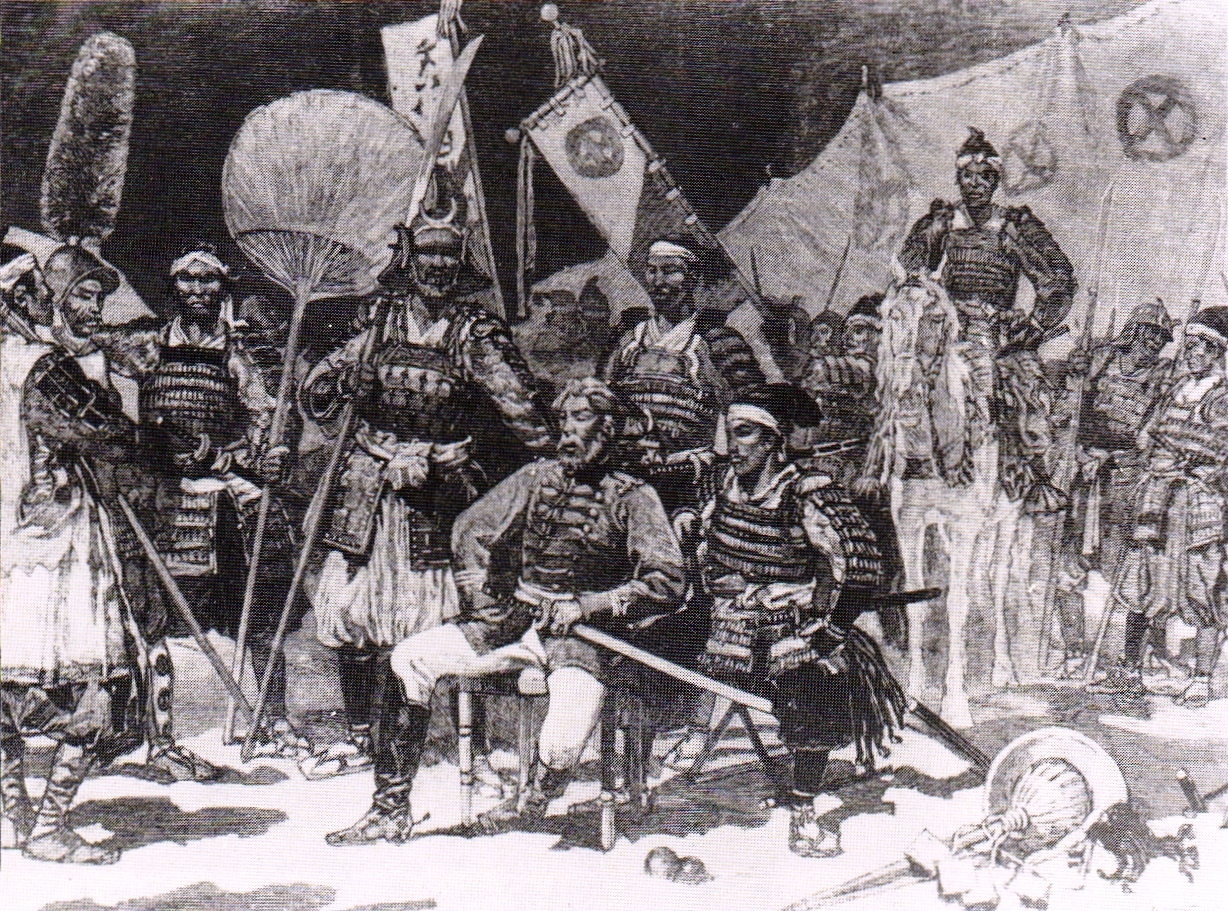
Сайго Такамори и его сторонники

В 1868 году Сайго вошёл в состав первого правительства Мэйдзи.
В 1871—1873 годах, во время пребывания правительственной делегации в Америке и Европе, Сайго фактически руководил страной и, превысив свои полномочия, провёл ряд реформ, вызвавших серьёзные противоречия в правительстве. Сайго не был согласен с политикой модернизации Японии и свободной торговлей с западными странами. Он настаивал на том, что Япония должна аннексировать Корею до того, как западные страны осознают потенциал этой страны. Из-за того, что другие лидеры Реставрации Мэйдзи не поддерживали его планов, в октябре 1873 года Сайго вышел из правительства и вернулся в свой родной город Кагосима. Несмотря на выход из правительства, Сайго не был смещён с поста главы военного ведомства и продолжал пользоваться огромным авторитетом.
Вскоре после этого он открыл частную школу в Кагосиме, в которой обучались самураи, отказавшиеся от своих постов и последовавшие за ним из Токио. В 1877 году они подняли восстание против центрального правительства, которое незадолго до этого отменило их привилегии и пенсии. Правительство рекрутировало новых солдат, преимущественно из крестьян, и вооружило армию современным оружием. Самураи, также вооружённые современным оружием, несколько месяцев успешно противостояли императорским войскам. Сацумское восстание 1877 года стало апогеем самурайских выступлений против реформ Мэйдзи.
Потерпев поражение от правительственных войск близ Кумамото, Сайго отступил к Кагосиме. При осаде города был ранен и покончил с собой согласно самурайским обычаям.

## Изображения

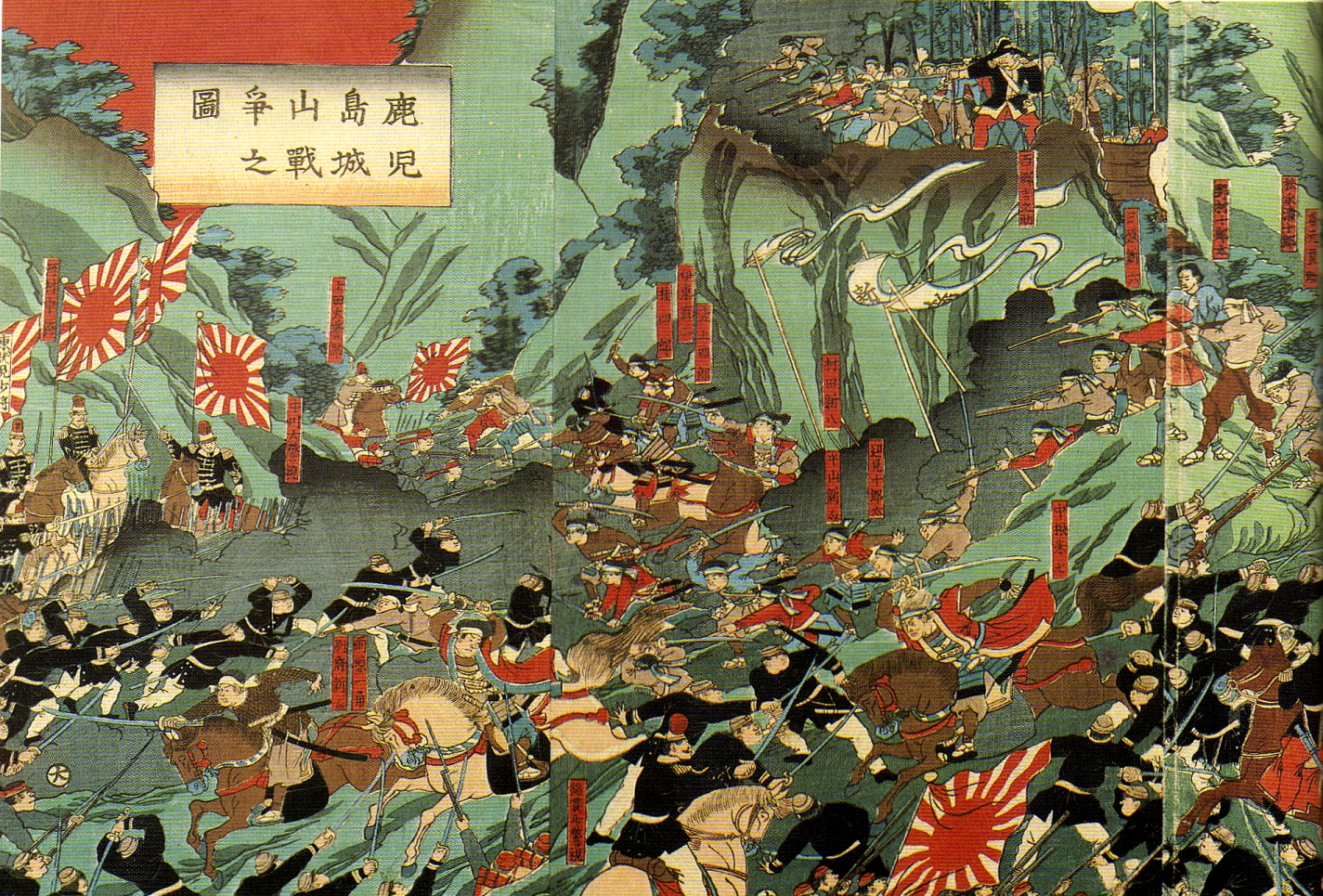
Битва при Сирояме
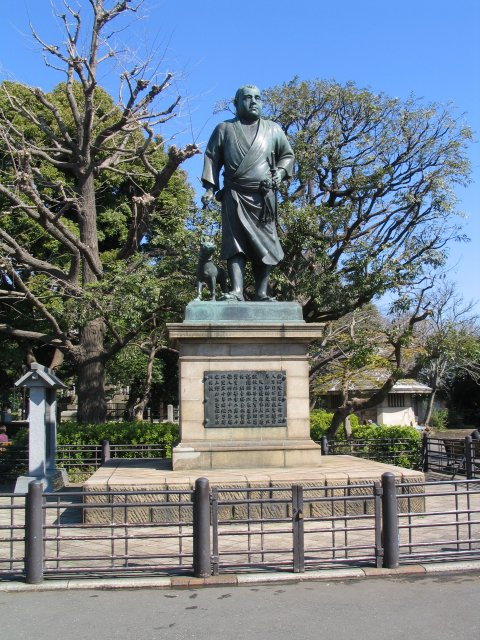
Статуя Сайго Такамори в парке Уэно в Токио
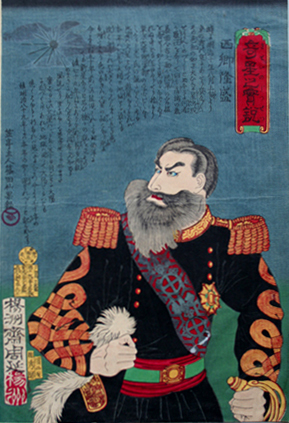
Портрет Сайго Такамори работы Тоёхары Тиканобу